# Kazumi Takayama
Kazumi Takayama (高山 一実, Takayama Kazumi), née le 8 février 1994 à Minamibōsō, est une chanteuse, actrice et écrivaine japonaise, membre du groupe féminin japonais Nogizaka46 de 2011 à 2021,.